# Ord (Nebraska)
Ord es una ciudad ubicada en el condado de Valley en el estado estadounidense de Nebraska. En el Censo de 2010 tenía una población de 2112 habitantes y una densidad poblacional de 419,9 personas por km².

## Geografía
Ord se encuentra ubicada en las coordenadas 41°35′56″N 98°54′54″O / 41.59889, -98.91500. Según la Oficina del Censo de los Estados Unidos, Ord tiene una superficie total de 5.03 km², de la cual 5.03 km² corresponden a tierra firme y (0%) 0 km² es agua.

## Demografía
Según el censo de 2010, había 2112 personas residiendo en Ord. La densidad de población era de 419,9 hab./km². De los 2112 habitantes, Ord estaba compuesto por el 96.45% blancos, el 0.28% eran afroamericanos, el 0.19% eran amerindios, el 0.09% eran asiáticos, el 0% eran isleños del Pacífico, el 2.13% eran de otras razas y el 0.85% pertenecían a dos o más razas. Del total de la población el 2.84% eran hispanos o latinos de cualquier raza.